# Groenbuiksteltwants
De groenbuiksteltwants (Gampsocoris punctipes) is een wants uit de familie steltwantsen (Berytidae).

## Uiterlijk
De groenbuiksteltwants heeft een zwarte kop en halsschild, een groenachtig abdomen en lichte geringde poten. Het schildje (scutellum) heeft een lange doorn. De lengte is 3,4 – 4,3 mm.

## Verspreiding en habitat
De soort wordt aangetroffen in Europa met uitzondering van het noorden, Noord-Afrika en is naar het oosten verspreid tot in Klein-Azië. Ze houden van overwegend droge, warme, open gebieden, maar hebben geen voorkeur voor de bodemsoort.

## Leefwijze
Net als de stalkruidsteltwants (Berytinus clavipes) voeden zich met stalkruid (Ononis), vooral met kattendoorn (Ononis spinosa) en Ononis repens. De eieren worden gelegd in mei en juni, de volwassen wantsen van de nieuwe generatie verschijnen in augustus. De volwassen wants overwintert in het losse bladafval, vaak onder de voedselplant.